# 5 cm FlaK 41
5 cm Flak 41 (5 cm Flugabwehrkanone 41) – niemieckie działo przeciwlotnicze z okresu II wojny światowej

## Historia
Rozwijana powoli od 1936 przez zakłady Rheinmetall jako działo do zwalczania celów na średnich wysokościach, powyżej zasięgu lekkich dział 37 mm, a poniżej – ciężkich armat 75 mm i więcej. Prace postępowały jednak powoli i kontrakt przyznano fabryce dopiero w 1940 (ostatecznie wyprodukowano zaledwie 60 egzemplarzy). Działo okazało się konstrukcją niezbyt udaną: mimo dość znacznego zasięgu i silnego pocisku (2,2 kg) miało zbyt małą prędkość naprowadzania i prędkość wylotową, by skutecznie zwalczać szybko poruszające się na niższych wysokościach cele. Amunicja dawała silny błysk oślepiający celowniczych nawet w dzień, a waga naboju utrudniała swobodne operowanie pięcionabojowymi łódkami.
Działo było produkowane w wersji mobilnej, na dwuosiowej przyczepie holowanej i stacjonarnej, do obrony ważnych instalacji np. przemysłowych. Pozostawało na uzbrojeniu do końca wojny.